# ジェローム・ロビンズ
ジェローム・ロビンズ（「ロビンス」と表記されることが多い／Jerome Robbins, 本名: ジェローム・ウィルソン・ロビノウィッツ / Jerome Wilson Rabinowitz, 1918年10月11日 - 1998年7月29日）はアメリカ合衆国のクラシック・バレエ、舞台、映画、テレビにおけるダンサー、振付家、映画監督、演出家、プロデューサー。
『オン・ザ・タウン』、『ピーター・パン』、『High Button Shoes』、『王様と私』、『パジャマゲーム』、『Bells Are Ringing』、『ウェスト・サイド物語』、『ジプシー』、『屋根の上のヴァイオリン弾き』など多くの舞台作品に携わっていた。トニー賞を5回、そしてケネディ・センター名誉賞を受賞した。アカデミー賞において、1961年にロバート・ワイズと共に『ウエスト・サイド物語』でアカデミー監督賞を受賞し、映画での振付の功績を讃えられアカデミー名誉賞を受賞した。
2009年、日記からの引用、パフォーマンス記録、リハーサル映像、本人および同僚たちのインタビューを使用し、半生および業績を追ったドキュメンタリー『Something to Dance About』がPBSで放送され、エミー賞およびピーボディ賞を受賞した。

## 略歴
1918年10月11日にニューヨーク・マンハッタンで生まれる。フレッド・アステアに憧れてダンサーを志し、アントニー・チューダーにダンスを、エリア・カザンに演劇を学ぶ。日本人ダンサー新村英一（Nimura Yeichi）にも師事。1940年アメリカン・バレエ・シアターでソリストとして踊る。
1944年バレエ『ファンシー・フリー』（Fancy Free音楽レナード・バーンスタイン）で振付家としてデビューするや一躍脚光を浴びる。『ファンシー・フリー』は『オン・ザ・タウン』（On the Town 1944年）としてミュージカル化、『踊る大紐育』（1949年）として映画化された。
1949年にニューヨーク・シティ・バレエ団（NYCB）の副バレエ・マスターに就任。
『檻』（1951年）、『牧神の午後』（1953年）など多くの作品を振り付ける。同時にブロードウェイでも仕事をはじめ、『王様と私』（1951年）、『ウエスト・サイド・ストーリー』（1957年）、『屋根の上のバイオリン弾き』（1964年）など多くのヒット作品を手がけトニー賞を受賞している。
1961年に『ウエスト・サイド・ストーリー』が映画化された際にはロバート・ワイズと共に監督を務め、アカデミー賞監督賞他9部門を受賞した。
1964年、遅々として進まない『ファニー・ガール』を引き受け、1,348回上演に導いた。本作によりバーブラ・ストライサンドはスターとなっていった。
1950年代、米国中に吹き荒れた「赤狩り」の嵐の標的となった末、かつての同志8人を名指し（naming names）した「密告者」であったが、下院非米活動委員会に協力したことでロビンズの名前は傷ついていない。
ジョージ・バランシンの死後ピーター・マーティンズと共にNYCBのバレエ・マスターに就任（1983～1990年）。
1998年にニューヨークで死亡した。

## 生い立ち
マンハッタンの移民が多く住むロウアー・イースト・サイドの東ブロードウェイ通り270番地にあるユダヤ産科病院にて誕生し、ジェローム・ウイルソン・ラビノウィッツと名付けられた。父ハリー・ラビノウィッツ(1887年-1977年)と母リーナ・ロビンズの元に生まれ、姉ソニア(1912年-2004年)がいた。
ラビノウィッツ家はマディソン・アベニュー北東の東97番街51番地の大規模なアパートに住んでいた。ミドルネームの「ウィルソン」は両親の強い愛国心により当時の大統領ウッドロウ・ウィルソンに因み名付けられ、近親者からは「ジェローム」を略した「ジェリー」と呼ばれていた。
1920年代初頭、一家はニュージャージー州ウィーホーケンに転居した。父と叔父はユニオンシティ近くにコンフォート・コルセット社を開業した。1935年にウッドロウ・ウィルソン高等学校(現ウィーホーケン高等学校)を卒業した。一家はヴォードヴィル・パフォーマーや劇場オーナーなどショービジネスと多くのコネクションを持っていた。1940年代、一家は法的に姓を「ロビンズ」に変更した。
高校でアリーズ・ベントレーの元でモダンダンスを学び始めた。ベントレーは生徒たちに音楽に合わせて即興でステップを創ることを推奨した。のちにロビンズは、遠慮も疑問も持たずに自由に自身のダンスを作り上げることを学んだと語った。高校卒業後、化学を学ぶためにニューヨーク大学に進学したが、1年後に経済的理由により退学し、フルタイムでダンスに専念するようになった。表現主義的モダンダンスの権威であるセニヤ・グラック・センダーのカンパニーに所属した。姓をロビンズに変更するよう勧めたのもセンダーであった。センダーにバレエの習得を勧められエラ・ダガノヴァに師事した他、スパニッシュ・ダンスをヘレン・ヴェオラに、エイジアン・ダンスを新村英一に、振付をベシー・ションバーグに師事した。センダーのカンパニーに所属中、イディッシュ・アート・シアターで上演された『The Brothers Ashkenazi』の端役で初舞台を踏んだ。

## 経歴

### 1930年代および1940年代

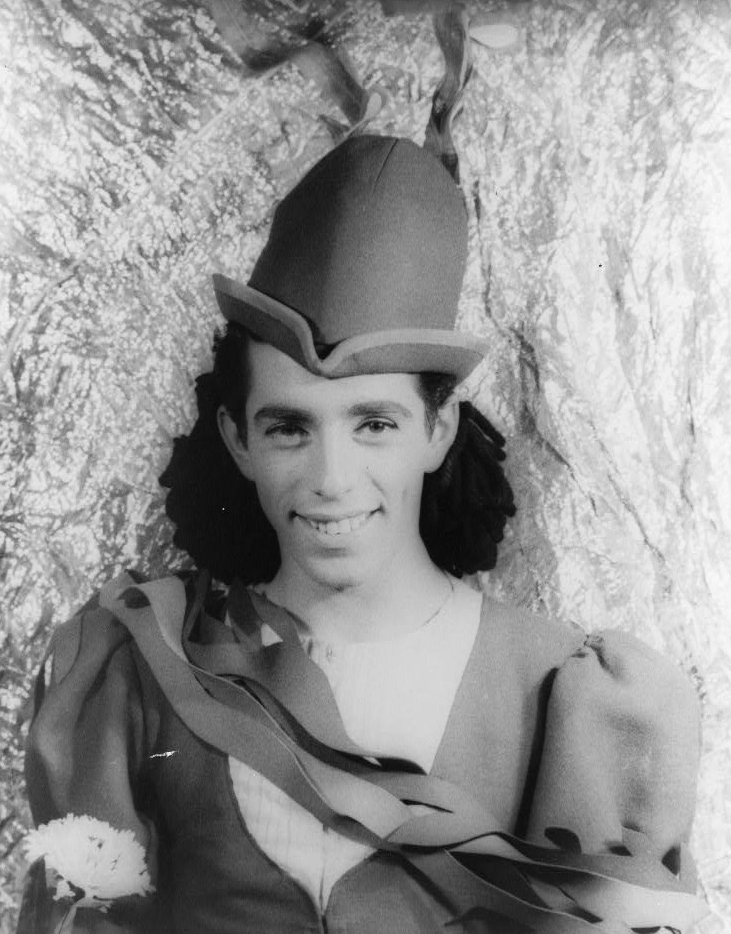
1941年、オットリーノ・レスピーギの音楽によるバレエ『Three Virgins and a Devil』での"Youth"役

1937年、ペンシルバニア州のポカノにあるリゾートで、週替わりのブロードウェイ・スタイルのレビューで知られるキャンプ・タミメントにて、ロビンズにとってダンサーとして数多い出演経験の中でも最初期の出演となった。またジョージ・バランシン振付の『Great Lady』や『Keep Off the Grass』などのブロードウェイ公演でコーラスの一員としてダンスの出演をするようになった。またタミメントのレビューで振付をするようになり、イモジン・コカやキャロル・チャニングなどのタレントが出演するコメディ・シーンの他、ドラマティック、トロピカル、そして議論を呼ぶようなシーンの振付も行なった。ビリー・ホリデイの『奇妙な果実』に合わせたダンスはのちにニューヨーク市の92nd Street Yでも上演された。
1940年、のちにアメリカン・バレエ・シアターとして知られるバレエ・シアターに加入した。1941年から1944年、『Helen of Troy』のヘルメース役、『ペトルーシュカ』のタイトル・ロール、アグネス・デ＝ミルの『Three Virgins and a Devil』の"Youth"役、『ロメオとジュリエット』のベンヴォーリオ役などのソロイストとして知られるようになった。また振付師ミハイル・フォーキン、アントニー・チューダー、ジョージ・バランシンの影響も受けた。

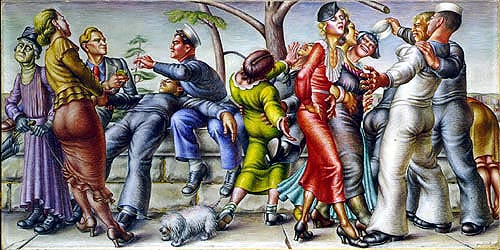
1934年、ポール・カドムスによる『The Fleet's In!』。1944年の『Fancy Free』の着想を与えた。

1944年、休暇中の水兵たちが登場するスクリューボール・コメディでクラシック・バレエと1940年代の社交ダンスを融合させた『Fancy Free』を制作した。1944年度、同作にバレエ・シアターとしてメトロポリタン・オペラに出演した。ロビンズは1934年のポール・カドムスによる絵画『The Fleet's In!』に着想を与えられ、より軽妙な作品に仕上げたと語った。『クリスチャン・サイエンス・モニター』紙のインタビューにおいて「『The Fleet's In!』を見た後、『Fancy Free』に着想を与えたと認めたくなく、街中で水兵や女性たちを観察していた」と語った。当時ほぼ無名であったレナード・バーンスタインに作曲を依頼した。またオリヴァー・スミスに装置デザインを依頼した。
1944年後期、『Fancy Free』を一部基にしたミュージカル『オン・ザ・タウン』の制作および振付を行ない、ブロードウェイでのキャリアを開始した。バーンスタインが作曲、スミスが装置デザインを行なった。脚本および作詞はその後も共に制作することとなるベティ・コムデンとアドルフ・グリーンが担当し、ブロードウェイのレジェンドであるジョージ・アボットが演出を行なった。ロビンズは振付師として、ニューヨーク市内の人種的多様性をコーラスに反映させるため、ブロードウェイで初めて『オン・ザ・タウン』で人種隔離政策を破った。1945年、ジャズ・エイジのミュージカル『Billion Dollar Baby』を制作した。リハーサル中、ダンサーたちの演出に夢中になっていたロビンズは舞台からオーケストラピットに落下した。2年後の1947年、マック・セネットのスラップスティック・コメディ風のユーモラスなバレエ『High Button Shoes』で称賛され、ロビンズにとって初のトニー賞となる振付賞を受賞した。同年、ニューヨーク市に新たに組織されたアクターズ・スタジオの1期生となり、週3回、マーロン・ブランド、モーリン・ステイプルトン、モンゴメリー・クリフト、ハーバート・ベンゴフ、シドニー・ルメット、他約20名のクラスメートと共に創立者のロバート・ルイスの授業を受けていた。1948年、『Look Ma, I'm Dancin'!』で共同演出および振付を行ない、1949年、アーヴィング・バーリン作詞作曲のミュージカル『Miss Liberty』で振付を行なった。
ブロードウェイでのキャリアを構築しつつ、モートン・グールド作曲の『Interplay』、ボストンで上演禁止となったレナード・バーンスタイン作曲の『Facsimile』など独創的で多様な様式の数多くのバレエ作品の制作を行なった。1949年、バレエ・シアターを脱退し、ジョージ・バランシンとリンカーン・カースティンが新たに創立したニューヨーク・シティ・バレエ団に副芸術監督として入団した。その直後、不寛容についてのバレエ『The Guests』の振付を行なった。

### 1950年代

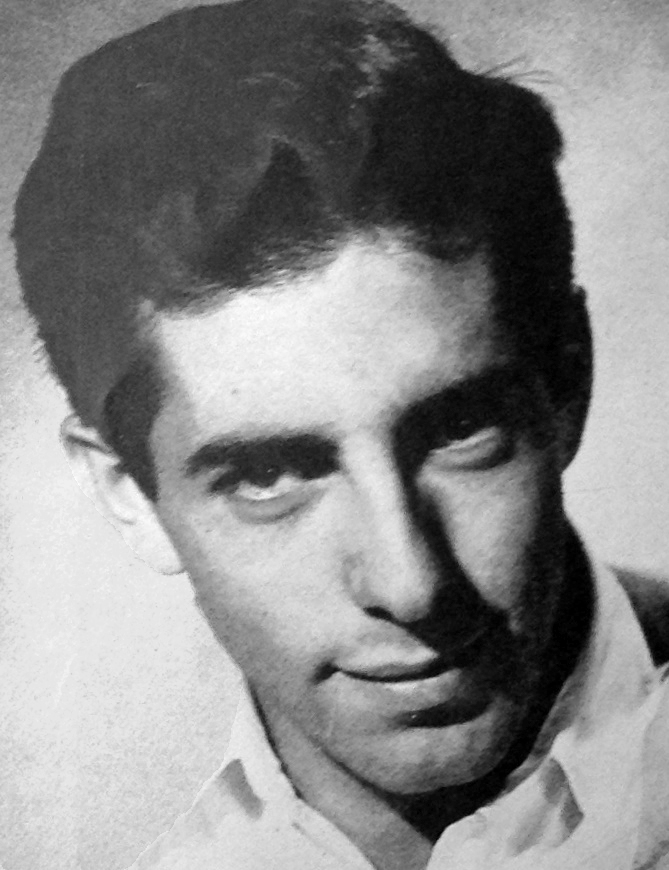
1951年

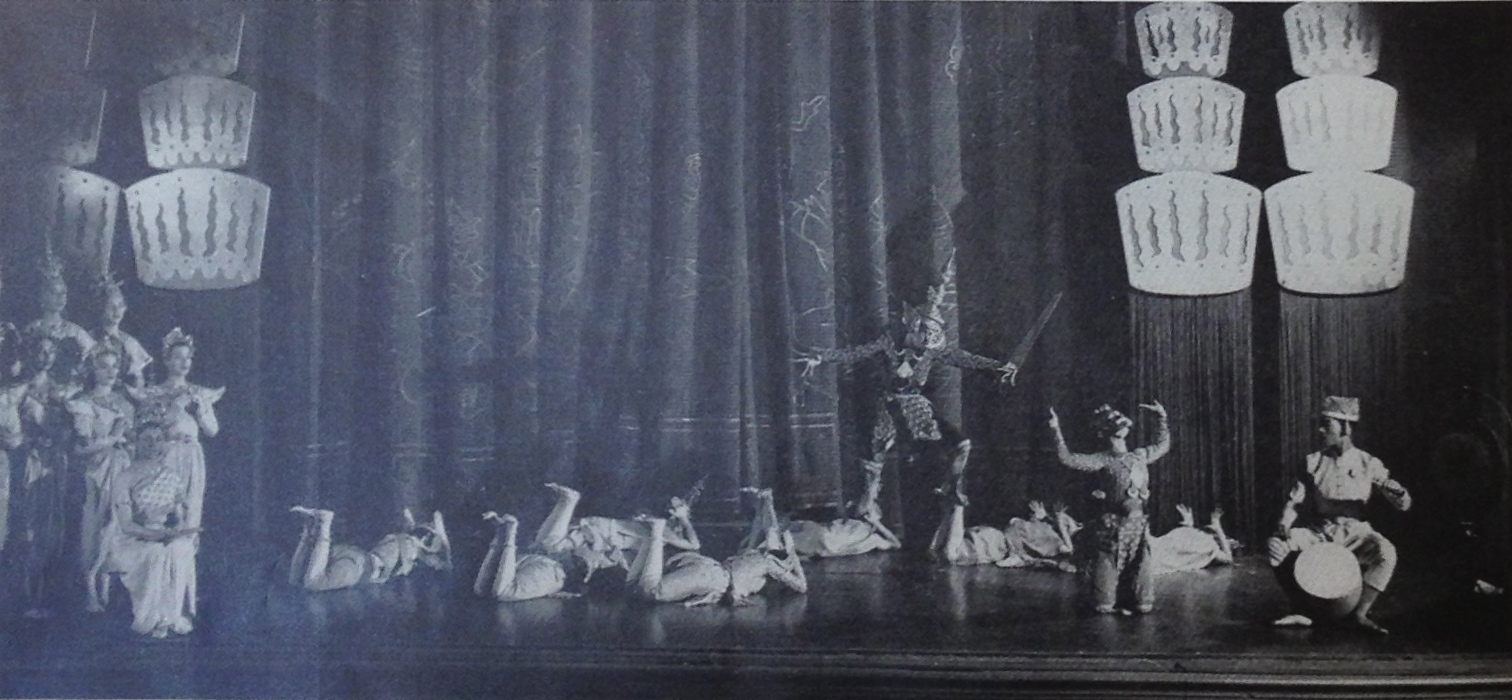
ミュージカル「王様と私」劇中劇『アンクル・トーマスの小屋』

ニューヨーク・シティ・バレエ団においてロビンズはすぐにダンサーとしても振付師としても活躍した。1929年にロビンズのために再演されたバランシンの『"The Prodigal Son"』、『ティル・オイレンシュピーゲル』、タナキル・ルクレアと共演した『"Bourrée fantasque"』、そしてロビンズが制作しルクレアが主演した『"Age of Anxiety"』、『"The Cage"』、『"Afternoon of a Faun"』、『"The Concert"』などで知られるようになった。ブロードウェイでの活動も続け、アーヴィング・バーリン作詞作曲でエセル・マーマン主演の『Call Me Madam』、ロジャース&ハマースタイン作詞作曲脚本の『王様と私』のバレエ・シーン「"Small House of Uncle Thomas"」などのダンス・シーン、ベティ・デイヴィス主演のレビュー『"Two's Company"』の振付を行なった。
またクレジット無しであるが、『A Tree Grows in Brooklyn』(1951年)、『Wish You Were Here』(1952年)、『ワンダフル・タウン』(1953年)などのミュージカルの改訂に携わり、CBSのメアリー・マーティンおよびエセル・マーマン主演の『"The Ford 50th Anniversary Show"』の複数のコーナーの演出顧問を行なった。
1954年、シャーリー・マクレーンの出世作でジョージ・アボットが脚本の『パジャマゲーム』でアボットと共に演出を担当した。メアリー・マーティンの当たり役となった『ピーター・パン』の制作、振付、演出に携わり、1955年、テレビのスペシャル番組『ピーター・パン』で改訂し、エミー賞振付賞にノミネートされ、マーティンは主演女優賞を受賞した。1956年、ジュディ・ホリデイ主演の『Bells Are Ringing』で演出だけでなくボブ・フォッシーと共に振付を行なった。1956年、映画版『王様と私』で振付を再編した。

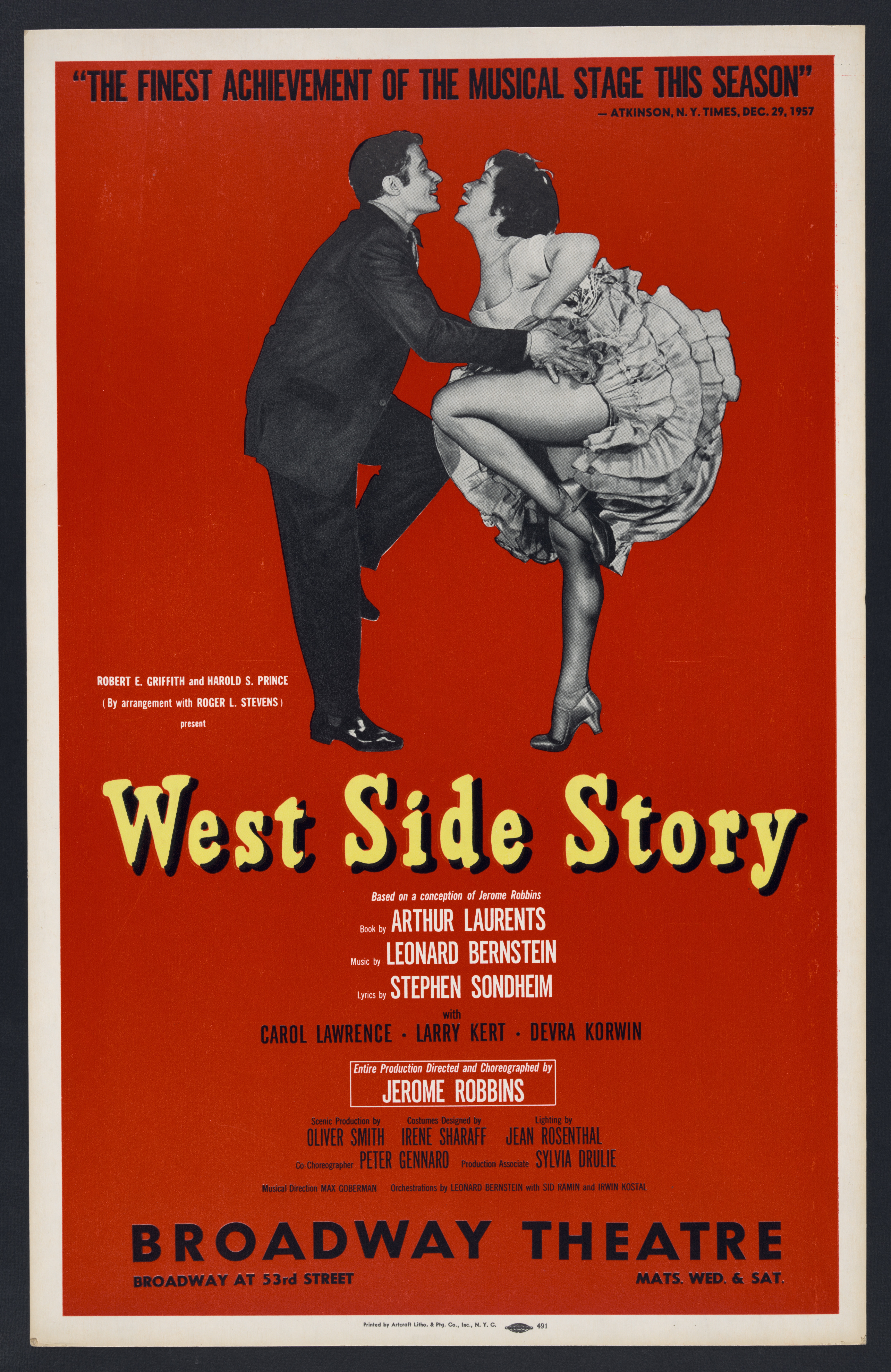
ミュージカル「ウエスト・サイドストーリー」1958年のポスター

1957年、『ウエスト・サイド物語』の原案、振付、演出を行なった。『ロミオとジュリエット』の現代版でアッパー・ウエスト・サイドを舞台にしている。レナード・バーンスタイン作曲で、作詞のスティーヴン・ソンドハイムおよび脚本のアーサー・ローレンツと初めての共作となった。脚本、音楽、ダンスの総合芸術として、出演者には俳優、歌手、ダンサーと同様のスキルを求められた。若い出演者の役作りのため、リハーサル中でもジェット団とシャーク団で逆のギャング役を演じることを認めなかった。ダンサーのリンダ・タルコット・リーによると、ロビンズは出演者と心理ゲームを行なうこともあり、逆のギャング団の噂を吹き込んでいたため実際に互いに憎み合っていた。上演は好評であったが、トニー賞においてはメレディス・ウィルソンの『ザ・ミュージックマン』が席巻し、それでもロビンズは2度目の振付賞受賞となった。
1959年、エセル・マーマン主演の『ジプシー』で制作、演出、振付を担当しヒットした。ソンドハイムが作詞、ローレンツが脚本で再びタッグを組み、ジューリー・スタインが作曲した。同作はストリッパーのジプシー・ローズ・リーの半生を大まかに基にしている。
1956年、ロビンズの相手役タナキル・ルクレアはポリオを患い半身不随となり、次の10年ほどロビンズはニューヨーク・シティ・バレエ団での活動からほぼ遠ざかっていた。小規模のダンス・カンパニーであるバレエUSAを創立し、1958年6月、イタリアのスポレートでジャン＝カルロ・メノッティが創立した二世界祭のこけら落としとして出演した他に国務省の後援により欧米をツアーし、『エド・サリヴァン・ショー』にも出演した。バレエUSAでは他に『N.Y. Export: Opus Jazz』などの振付を行なった。

#### 下院非米活動委員会
1950年、共産主義への傾倒を疑われ、下院非米活動委員会(HUAC)での証言に呼ばれた。過去に党員であったことを認めたが、類似した政治的人脈を明かすことは抵抗した。3年間抵抗を続けたが、親族によると同性愛を公にすると脅された。俳優のロイド・ゴウ、エリオット・サリヴァン、ダンス評論家のエドナ・オッコ、映画製作者のライオネル・バーマン、脚本家のジェローム・コドロフとその兄エドワード・コドロフ、女優のマデリン・リー・ギルフォードとその夫ジャック・ギルフォードが政治信念からブラックリストに掲載されてキャリアを著しく傷つけ、ギルフォード夫妻は生活費のために友人たちからしばしば借金していた。HUACに協力したため、ロビンズのキャリアはそれほど傷つくことなく、ブラックリストにも掲載されなかった。

### 1960年代
1960年、ロビンズはロバート・ワイズと共に映画版『ウエスト・サイド物語』の監督を務めた。撮影が45日続いた後、予定より24日遅れるとしてロビンズが解雇された。しかし1961年度のアカデミー賞において10部門で受賞し、ロビンズは監督賞と名誉賞を受賞した。
1962年、アーサー・コピットのストレートプレイ『Oh Dad, Poor Dad, Mamma's Hung You in the Closet and I'm Feelin' So Sad』の演出をした。オフ・ブロードウェイで1年以上上演され、1963年にブロードウェイに移行して短期間で閉幕し、その後アン・バンクロフト主演のベルトルト・ブレヒト作『肝っ玉おっ母とその子どもたち』再演の演出を行なった。
ロビンズはまだ演出顧問として非常に活躍していた。この時期、問題のあった2つのプロダクションの演出を引き継ぎ成功に導いた。1962年、ゼロ・モステル、ジャック・ギルフォード、デイヴィッド・バーンズ、ジョン・キャラダインが出演するミュージカルコメディ『A Funny Thing Happened on the Way to the Forum』の顧問を務めた。バート・シェヴラヴとラリー・ゲルバートの脚本、スティーヴン・ソンドハイム作曲であったが、制作がうまくいっていなかった。観客にこの後何が起こるか説明する、全く新しいオープニング曲「"Comedy Tonight"」をソンドハイムが作曲してロビンズが演出し、公演は成功した。1964年、低迷していた『ファニー・ガール』の顧問を務め、上演回数1,348回に導いた。この作品によりバーブラ・ストライサンドがスターとなった。
同年、『屋根の上のバイオリン弾き』でトニー賞演出賞および振付賞を受賞した。ゼロ・モステルが主人公のテヴィエ役を演じ、3,242回上演され、当時ロングラン最長記録を更新した。20世紀初頭、ロシアに住むユダヤ人を描いており、ロビンズは自身の宗教のルーツに立ち返った。

### 1970年代および1980年代
1970年代にかけて、ジョフリー・バレエおよびニューヨーク・シティ・バレエ団の双方で振付および演出を続けていた。1972年、ニューヨーク・シティ・バレエ団のバレエマスターとなり、その後の約10年間、『ウエスト・サイド物語』再演(1980年)および『屋根の上のバイオリン弾き』再演(1981年)の演出を除き、クラシックバレエにほぼ専念していた。1981年、ロビンズのチャンバー・ダンス・カンパニーは中国を巡業した。
1980年代、ニューヨーク・シティ・バレエ団と共にNBCの『Live From Studio 8H: An Evening of Jerome Robbins' Ballets』に出演し、1986年にPBSの『Dance in America』でロビンズの振付の歴史を振り返るなど、テレビ出演が増えて行った。1989年、ロビンズの50年以上に亘るキャリアから最もヒットした公演の楽曲を集約したアンソロジー・ショー『Jerome Robbins' Broadway』を制作した。ジェイソン・アレクサンダーがナレーター役で主演し、トニー賞 ミュージカル主演男優賞を受賞した。アーヴィング・バーリン作曲の「Mr. Monotony」などのカットされた楽曲や、『屋根の上のバイオリン弾き』の「"Tradition"」などよく知られた楽曲も使用された。ロビンズはミュージカル演出賞を受賞し、5度目のトニー賞受賞となった。

### 1990年代
1990年に自転車で事故に遭い、1994年に心臓弁膜手術を受け、1996年にパーキンソン病の兆候が見え始め、聴力が急激に衰えた。1998年、ニューヨーク・シティ・バレエ団の『Les Noces』の演出がロビンズの最後の業績となった。

### 死亡
1988年、ロビンズが再び演出した『Les Noces』が開幕してから2ヶ月後の7月、脳卒中を患った。1998年7月29日、ニューヨークの自宅で亡くなった。その夜、ブロードウェイのライトは追悼のため薄暗くした。火葬され、遺灰は大西洋にまかれた。

## 私生活
モンゴメリー・クリフト、ノラ・ケイ、バズ・ミラー、ジェス・ガースタインなどと数多くの恋愛関係を築いていた。
アメリカ共産党元メンバーとして、下院非米活動委員会の証言で10人の共産党員の名前を挙げた。数年に亘る圧力および性的指向の暴露の脅迫により強要された証言であったが、ブラックリストに掲載された俳優ジャック・ギルフォードなど一部の芸術仲間の怒りを買い、『屋根の上のバイオリン弾き』制作中のゼロ・モステルはロビンズへの軽蔑を隠さなかった。ブラックリスト掲載からあまり年月が経たないうちにレナード・バーンスタインおよびアーサー・ローレンツと共に『ウェスト・サイド物語』の制作を行なった。

## ブロードウェイおよび主なバレエ作品
- 1939年 Stars in Your Eyes – ミュージカル – "Gentleman of the Ballet"役で出演
- 1939年 The Straw Hat Revue – レビュー – 出演
- 1941年 ジゼル Giselle – バレエ – "Peasant"役で出演
- 1941年 Three Virgins and a Devil – オットリーノ・レスピーギの音楽によるバレエ - "Youth"役で出演
- 1941年 Gala Performance – セルゲイ・プロコフィエフの音楽によるバレエ – "Attendant Cavalier"役で出演
- 1944年 ファンシー・フリー Fancy Free – バレエ – 振付デビュー
- 1944年 オン・ザ・タウン On the Town – ミュージカル – 振付および原案
- 1945年 Common Ground – 演劇 – 共同演出
- 1945年 Interplay – モートン・グールドの音楽によるバレエ – 振付および出演
- 1945年 Billion Dollar Baby – ミュージカル – 振付
- 1946年 Fancy Free – バレエ(再演) – オリジナルは1944年メトロポリタン・オペラ・ハウス
- 1947年 High Button Shoes – ミュージカル – 振付 – トニー賞振付賞
- 1948年 Look, Ma, I'm Dancin'! – ミュージカル – 振付、共同演出、原案
- 1949年 Miss Liberty – ミュージカル – 振付
- 1950年 Call Me Madam – ミュージカル – 振付
- 1951年 王様と私 The King and I – ミュージカル – 振付
- 1951年 檻 The Cage – イーゴリ・ストラヴィンスキーの音楽によるバレエ– 振付
- 1952年 Interplay - モートン・グールドの音楽によるバレエ –  振付
- 1952年 Two's Company – レビュー – 振付
- 1953年 牧神の午後 Afternoon of a Faun – クロード・ドビュッシーの音楽によるバレエ – 振付
- 1954年 パジャマゲーム The Pajama Game – ミュージカル – 共同演出
- 1954年 ピーター・パン Peter Pan – ミュージカル – 演出および振付
- 1956年 コンサート The Concert (or the Perils of Everybody) – フレデリック・ショパンの音楽によるバレエ – 振付
- 1956年 Bells Are Ringing – ミュージカル – 演出およびボブ・フォッシーとの共同振付 – トニー賞振付賞共同ノミネート
- 1957年 ウエスト・サイド物語 West Side Story – ミュージカル – 振付および演出 – トニー賞振付賞
- 1958年 3 x 3 – ジョルジュ・オーリックの音楽によるバレエ – 振付
- 1958年 New York Export: Opus Jazz – ロバート・プリンス（英語版）の音楽によるバレエ -  振付
- 1959年 ジプシー Gypsy – ミュージカル – 振付および演出 – トニー賞ミュージカル演出賞ノミネート
- 1959年 Moves – サイレント・バレエ – 振付
- 1962年 A Funny Thing Happened on the Way to the Forum – ミュージカル – 演出および振付補助（クレジット無し）
- 1963年 肝っ玉おっ母とその子どもたち Mother Courage and Her Children – 演劇 – 共同プロデュースおよび演出 – トニー賞演劇作品賞および演劇プロデュース賞ノミネート
- 1963年 Oh Dad, Poor Dad, Mamma's Hung You in the Closet and I'm Feelin' So Sad – 演劇 – 演出
- 1964年 ファニー・ガール Funny Girl – ミュージカル – 製作総指揮
- 1964年 屋根の上のバイオリン弾き Fiddler on the Roof – ミュージカル – 演出および振付 – トニー賞ミュージカル演出賞、振付賞
- 1966年 The Office – 本公演開幕なし – 演出
- 1969年 ダンシズ・アット・ギャザリング Dances at a Gathering – フレデリック・ショパンの音楽によるバレエ – 振付[22]
- 1970年 イン・ザ・ナイト In the Night – フレデリック・ショパンの音楽によるバレエ – 振付
- 1971年 The Goldberg Variations - ヨハン・ゼバスティアン・バッハの音楽によるバレエ– 振付
- 1972年 レクイエム・カルティクルス Requiem Canticles – イーゴリ・ストラヴィンスキーの音楽によるバレエ – 振付
- 1972年 ウォーターミル Watermill – 伊藤貞司の音楽によるバレエ – 振付
- 1976年 アザー・ダンシズ Other Dances – フレデリック・ショパンの音楽によるバレエ – 振付
- 1979年 The Four Seasons - ジュゼッペ・ヴェルディの音楽によるバレエ[23] – 振付
- 1975年 In G Major - モーリス・ラヴェルの音楽によるバレエ – 振付
- 1983年 I'm Old Fashioned – ジェローム・カーンの主題のモートン・グールドによるバレエ – 振付
- 1983年 グラス・ピーシズ Glass Pieces – フィリップ・グラスの音楽によるバレエ – 振付（5月12日、ニューヨーク・ステート・シアター初演）
- 1989年 ジェローム・ロビンス・ブロードウェイ Jerome Robbins' Broadway – レビュー – 演出および振付 – トニー賞ミュージカル演出賞

## 記事
- NY Times, 1998年8月9日
- NY Times, Alan Riding, 1989年3月12日
- NY Times, Alastair Macaulay, 2008年4月27日

### 動画
- Archive footage of ABT (then Ballet Theatre) performing Robbins's ballet Interplay in 1949 at Jacob's Pillow - 1949年、ジェイコブズ・ピロウにてバレエ・シアター（現アメリカン・バレエ・シアター）によるバレエ『Interplay』でのロビンズ